# Prasklice
Prasklice är en ort i Tjeckien.   Den ligger i regionen Zlín, i den östra delen av landet, 220 km öster om huvudstaden Prag. Prasklice ligger 248 meter över havet och antalet invånare är 242.
Terrängen runt Prasklice är huvudsakligen platt, men åt sydost är den kuperad.Runt Prasklice är det ganska tätbefolkat, med 70 invånare per kvadratkilometer. Närmaste större samhälle är Kroměříž, 15,3 km öster om Prasklice. Trakten runt Prasklice består till största delen av jordbruksmark.